# Antopedaliodes antonia
Antopedaliodes antonia är en fjärilsart som beskrevs av Otto Staudinger 1897. Antopedaliodes antonia ingår i släktet Antopedaliodes och familjen praktfjärilar. Inga underarter finns listade i Catalogue of Life.